# Alexander W. Weddell
Alexander Wilbourne Weddell (* 6. April 1876 in Richmond, Virginia; † 1. Januar 1948 in Nevada) war ein US-amerikanischer Diplomat, Lokalhistoriker und Autor.
Der Pfarrerssohn aus verarmter Patrizierfamilie besuchte die George Washington University und trat in den diplomatischen Dienst ein. Er war unter anderem in Indien, Mexiko und Montreal eingesetzt,  einen Botschafterposten erhielt der Südstaatendemokrat erst spät, nämlich 1933 durch Präsident Franklin D. Roosevelt. 1928 hatte er für fünf Jahre den Dienst quittiert.
Am 31. Mai 1923 heiratete Weddell die reiche Witwe Virginia Chase Steedman. Gemeinsam erwarb und gestaltete das Paar Virginia House, heute ein Museum.
Weddells Laufbahn gipfelte in den Botschafterposten in Argentinien (1933–1939) und Spanien (1939–1942). Danach widmete er sich vorwiegend seinen schriftstellerischen und ästhetischen Neigungen und war Präsident der Virginia Historical Society ab 1943 bis zu seinem Tod.
Weddell war Autor bzw. Herausgeber mehrerer Bücher, darunter
- A Memorial Volume of Virginia Historical Portraiture (1930)
- Richmond, Virginia, in Old Prints (1932)
- Introduction to Argentina (1939)
- Portraiture in the Virginia Historical Society (1945)

Weddell, seine Gattin und die britische Hausgehilfin des Paars starben am 1. Januar 1948 auf dem Weg nach Arizona bei einem Eisenbahnunglück. 